# Nom de Nesut-Bity
El Nom de Nesut-Bity (prenom) o Nom de Tron, significa literalment El de l'Abella i el Jonc i la seva traducció fidedigna és El Senyor de les Dues Terres, ja que els jeroglífics fan referència a l'abella, com a símbol del Baix Egipte, i al jonc com a representació de l'Alt Egipte. Normalment es tradueix com a rei de l'Alt i el Baix Egipte 
Era un dels noms que portava el faraó de l'antic Egipte dins la seva titulació i apareix com a primer nom dins dels cartutxos reials, generalment acompanyant al títol de nesu-bity, "rei de l'Alt i Baix Egipte". Algunes vegades també inclou l'epítet neb tawy, 'Senyor de les Dues Terres', que es refereix a la vall del Nil i les regions del Delta del Nil.
Sobre el significat del nom hi ha discrepàncies, ja que en alguna literatura es diu que nesu-bity literalment vol dir 'el de la canya i l'abella' (Allen 1999). D'altres pensen que els dos noms estan relacionats amb altres noms afroasiàtics (en particular amb llengües amazigues) i voldria dir 'home fort', 'governant' o quelcom similar (Schneider 1993).

## Història

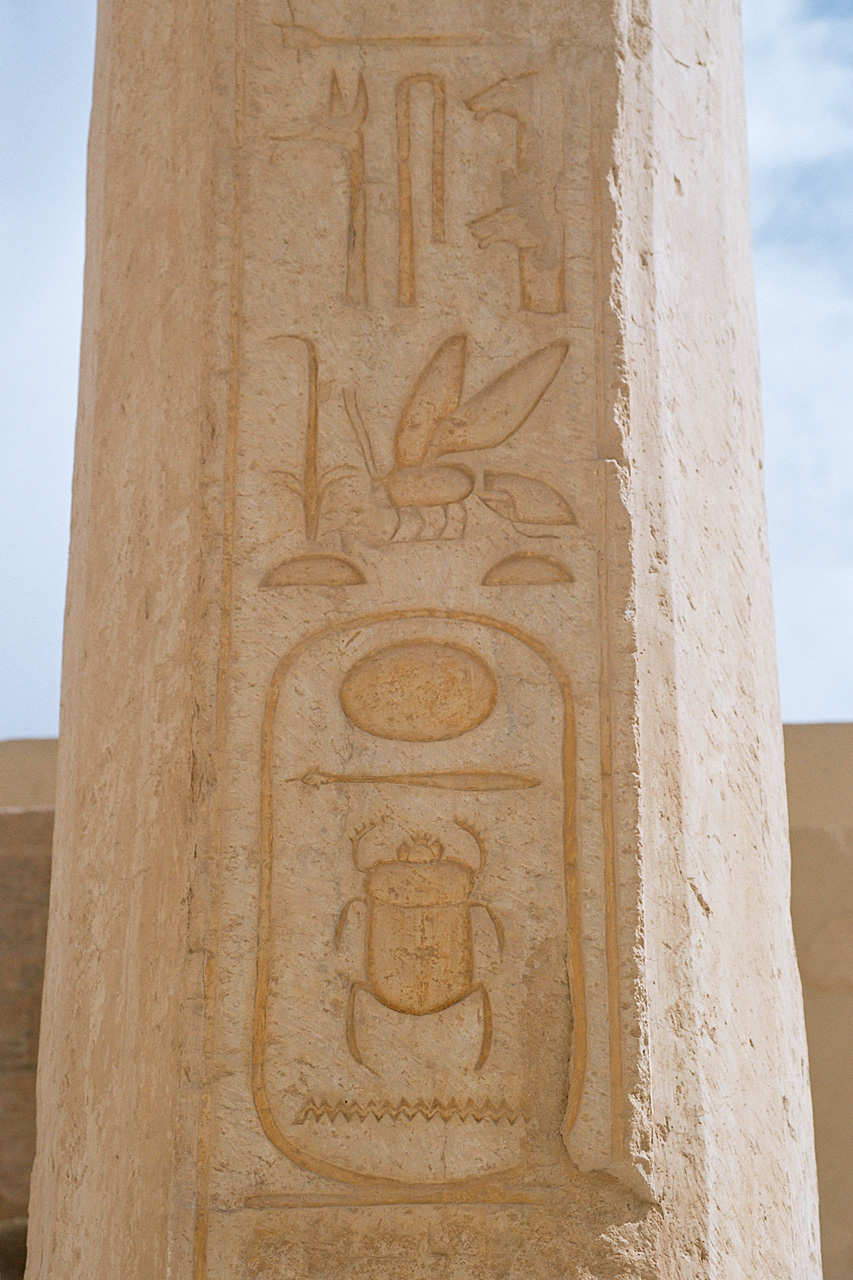
Nom de Nesut-Bity de Thutmose II, a Deir el-Bahari.

Sorgeix a mitjans de la segona dinastia amb Sened, Neferkaseker i Peribsen, també es va utilitzar durant la tercera dinastia amb Nebka i Huny, encara que el seu ús només es va fer habitual després de la dinastia quarta, esdevenint el títol més important dels faraons. Seneferu, el primer rei de la dinastia IV, preconitza l'ús del cartutx envoltant el nom real, des de llavors el nom de Nesut-Bity, dins del cartutx, va substituir el nom d'Horus com a títol principal del faraó.
A l'Imperi Mitjà d'Egipte, dinasties XI i XII, els faraons rebien cinc títols quan accedien al tron, afegint al nom de naixement altres quatre més. Eren els següents: Nom d'Horus, Nom de Nebty, Nom d'Horus Daurat, Nom de Tron i Nom de naixement.
Va ser la manera més freqüent de representar un nom real, incloent dins d'un cartutx, un símbol format per una corda ovalada amb els extrems nuats. El Nom de Nesut-Bity és l'utilitzat amb més freqüència en les Llistes reials d'Egipte.
| «             | El títol de Nesut-Bity està totalment desvinculat de qualsevol creença religiosa: té un caràcter geogràfic, associant al rei a dues espècies naturals característiques dels ambients de l'Alt i Baix Egipte que conformen els dominis del rei com a unió dels contraris. | » |
| — F. Raffaele | |   |

## Nota
1. ↑  Gay Robins. The art of ancient Egypt.  Harvard University Press, 2008, p. 17–. ISBN 9780674030657 [Consulta: 26 gener 2011].